# Steven Armin Novak

Steven Armin Novak_2024_privat

Steven Armin Novak (* 6. April 1996 in Wien) ist ein österreichischer Musicaldarsteller, Sänger, Tänzer, Schauspieler und Choreograph.  

## Leben und Wirken
Novak wurde in Wien geboren. Als Kind erhielt er Gesangs, Klavier- und Gitarrenunterricht und nahm mit 14 Jahren an seinem ersten Talentwettbewerb teil. Neben der Schullaufbahn tanzte er im österreichischen Nationalteam für Latein-Formationstanzsport beim HSV Zwölfaxing (2009–2013). Novak besuchte den musischen Zweig des BG/BRG Perchtoldsdorf und wechselte anschließend in das BORG 1 für Kunst und Musik der Hegelgasse 12. 2014 schloss er seine Matura mit Auszeichnung ab und absolvierte den österreichischen Grundwehrdienst.
Mit einem Stipendium absolvierte er von 2015 bis 2017 die Ausbildung zum staatlich anerkannten Bühnendarsteller an der Stage School Hamburg und schloss diese mit Auszeichnung ab. Seine Karriere führte in quer durch Europa. Als Alumni und Gastdozent setzt er sich auf internationaler Ebene für die Ausbildungen in den darstellenden Künsten ein. 
Neben seiner künstlerischen Leidenschaft studierte er Finnougristik und Philosophie an der Universität Hamburg und Universität Wien.  

## Theater
- Rock Me Amadeus, Vereinigte Bühnen Wien: Swing, Cv Hansi[4]
- Kiss Me Kate, Bühne Baden: Bill Calhoun
- West Side Story, Volksoper Wien: Swing
- Weißes Rössl, Volksoper Wien: Swing
- My Fair Lady, Seefestspiele Mörbisch: Harrie
- Fack Ju Göhte, Showslot GmbH (Tour): Dance Captain, Cv Zeki Müller, Cv Burak
- La Cage Aux Folles, Volksoper Wien: Swing (Cagelles)
- Troller unter uns, Luisenburg Festspiele: Ass. Choreograph, Dance Captain
- Zeitelmoos, Luisenburg Festspiele: Ass. Choreograph, Dance Captain
- Schuh des Manitu-Das Musical, Deutsches Theater München: Swing
- Titanic-Das Musical, Mecklenburgisches Staatstheater: Ass. Choreograph, Dance Captain, Andrew Latimer
- Kinky Boots, Tampereen T. Teatteri: Angel
- My Fair Lady, Landestheater Detmold: Jamie, Cv Harrie
- Ich war noch niemals in New York, Thunerseespiele: Costa Antonidis
- West Side Story, Komische Oper Berlin: Action
- Kiss Me Kate, Oper Graz: Bill Calhoun
- Mamma Mia, Messukeskus Helsinki: Ensemble
- West Side Story, Tiroler Landestheater: Action
- Grease, Tommy Musical (Tour): Ass. Dance Captain, Cv Danny, Cv Kenickie, Cv Sonny
- Jesus Christ Superstar, First Stage Theater Hamburg: Ensemble
- A Chorus Line, Stadttheater Klagenfurt: Roy, Cv Gregory Gardener

## Choreographie
- 2025: La Cage Aux Folles, Theater Freiburg[5]
- 2023: Kinky Boots, Musical Company Seevetal
- 2023: Equus, University Players Hamburg

## Filmografie
- 2022: Bühne frei! Genau hier, genau jetzt[6]
- 2022: The Social Experiment
- 2024: Die Liesl von der Post – Jugendsünden (Fernsehreihe)